# 중국교통건설유한공사
중국교통건설유한공사(CCCC)는 중국 건설시장의 1위를 차지하고 있으며, 중화인민공화국 국무원의 출자로 설립된 회사이다. 또한 중국 회사 중 29위를 차지하고 있으며, 세계 회사 중 213위를 차지하고 있는 중화인민공화국의 기업이다.

## 같이 보기
- 아시아 인프라 투자 은행